# 矢島玄亮
矢島 玄亮（やじま げんりょう、1903年 - 2001年）は、書誌学、図書館学を専門とする研究者。東北大学附属図書館に勤務し、和漢書目録の編纂や参考調査業務に従事した。

## 経歴
1932年から東北大学附属図書館に勤務し参考調査業務を担当、和漢書目録掛長を務める。1965年に文学部助教授に抜擢される。1967年に退官後、図書館の古典目録編纂室に嘱託として勤務。

### 矢島文庫
矢島の旧蔵書全部が1980年に一括して東北大学附属図書館に寄贈されたもの。中国哲学、漢文学、書誌学に関する和漢書2,012冊、洋書17冊からなる。清朝末期、中華民国初期の石版印刷本を中心とする線装本が多く含まれる。また大正・昭和時代初期の古書目録、観光地図、絵葉書、マッチラベル等のコレクションが多いのも特徴の一つである。さらに内外の研究者からの多数の献呈本、別刷類がある。

## 著作

### 単著、共著、編纂
- 『支那文学年表』（編）関書院、1936年。
- 『支那仏道年譜』森江書店、1937年。
  - 『中国仏道年譜』（修訂増補版）国書刊行会、1974年。
- 『和漢古書目録の知識』矢島玄亮、1938年。
  - 『和漢古書目録法の知識』（増補改訂版）万葉堂書店、1976年。
- 『智山年表』矢島玄亮、1952年。
- 『心経目録・心経会史料・大蔵経会史料』矢島玄亮、1953年。
- 『難読姓氏 第1集』（矢島玄亮 集）矢島玄亮、1953年。
- 『宮城名数』（編）、1954年。
  - 『昔から今にいたる宮城県に関する名数』（増補訂正版、鈴木嘉美 共編）東北大学川内東分校図書館、1958年。
  - 『宮城名数』（編、増補訂正版）東北大学附属図書館、1963年。
- 『日本随筆七十四種索引』（編）シオン謄写堂 (印刷者)〈参考資料叢書 第46〉、1957年。
- 『文科教育系記念論文集六十六種論文総目』東北大学教育教養部図書館〈参考資料叢書 第47〉、1957年。
- 『新随筆索引 : 明治から現在まで二五八種』編 シオン謄写堂 (印刷者)〈参考資料叢書  第50〉、1957年。
- 『双書講座全集論集502種分類索引 : 文科教育系』（編）日本文献学会、1958年。
- 『日本双書二四七種書名索引』東北大学川内東分校図書館、1958年。
- 『庄園目録長篇』（鈴木嘉美 共著）東北大学川内東分校図書館〈図書館学資料 第2〉、1959年。
- 『書籍名数』矢島玄亮、1959年。
- 『清朝随筆32種索引』矢島玄亮、1960年。
- 『漢詩索引 第1 (索引 第12)』矢島玄亮、1960年。
  - 『漢詩索引稿』（編）東北大学附属図書館、1965年。
- 『日本国見在書目録集証 : 未定稿』（編）矢島玄亮〈古目録研究 第1〉、1960年。
  - 『日本國見在書目録-集證と研究』汲古書院、1984年。
- 『語学書索引 : 三書三目録の綜合索引』（編）東北大学附属図書館、1961年。
- 『兵語・狩詞集（予稿） : 昔の軍事用語集』（編、序）東北大学附属図書館、1962年。
- 『東北大学附属図書館蔵諸家自筆本及び書入本目録稿 : 和漢書』（編）東北大学附属図書館、1962年。
- 『仙台板の研究』矢島玄亮、1962年。
- 『未刊随筆68種索引』（編）東北大学附属図書館〈参考資料 第61号〉、1964年。
- 『中国随筆雑著四十一種索引』東北大学附属図書館〈参考資料 第66号〉、1965年。
- 『連歌索引稿』（編）明倫社、1965年。
  - 『連歌索引続稿』（編）東北大学附属図書館〈参考資料 第74号〉、1967年。
- 『本館所蔵人名辞書類総目録 : 予備版 和漢書』（編）東北大学附属図書館〈参考資料 第69号〉、1966年。
- 『連歌索引 : 千句連歌八種の一句索引』（編）東北大学附属図書館〈参考資料 第71号〉、1966年。
- 『藩版一覧稿』東北大学附属図書館〈参考資料 第72号〉、1966年。
- 『漢訳漢名欧米人名及びその著訳書一覧稿』（編）東北大学附属図書館〈参考資料 第70号〉、1966年。
- 『徳川時代出版者出版物集覧 : 準備版』東北大学附属図書館〈参考資料 第75号〉、1968年。
  - 『徳川時代出版者出版物集覧』徳川時代出版者出版物集覧刊行会、1976年。
  - 『徳川時代出版者出版物集覧 : 続編』万葉堂書店、1976年。
- 『宮城県文化史年表』（編）東北大学附属図書館〈参考資料 第76号〉、1969年。
- 『漢学者伝記索引 (東北大学附属図書館参考資料 第78. 総合伝記索引 1)』（編著）東北大学附属図書館、1970年。
- 『愛子母のかたり』（編著）矢島玄亮、1984年。
- 『仙台年表 : 慶長五年から昭和三十年迄』（編著）矢島玄亮、1985年12月。
- 『著述の話』（著編）創栄出版、1988年。

### 論文、雑誌
- J-STAGE 矢島玄亮
- 「綜芸種智院をめぐりて」『智山学報』第17巻、1969年、1-17頁。